# Dino Ferrari

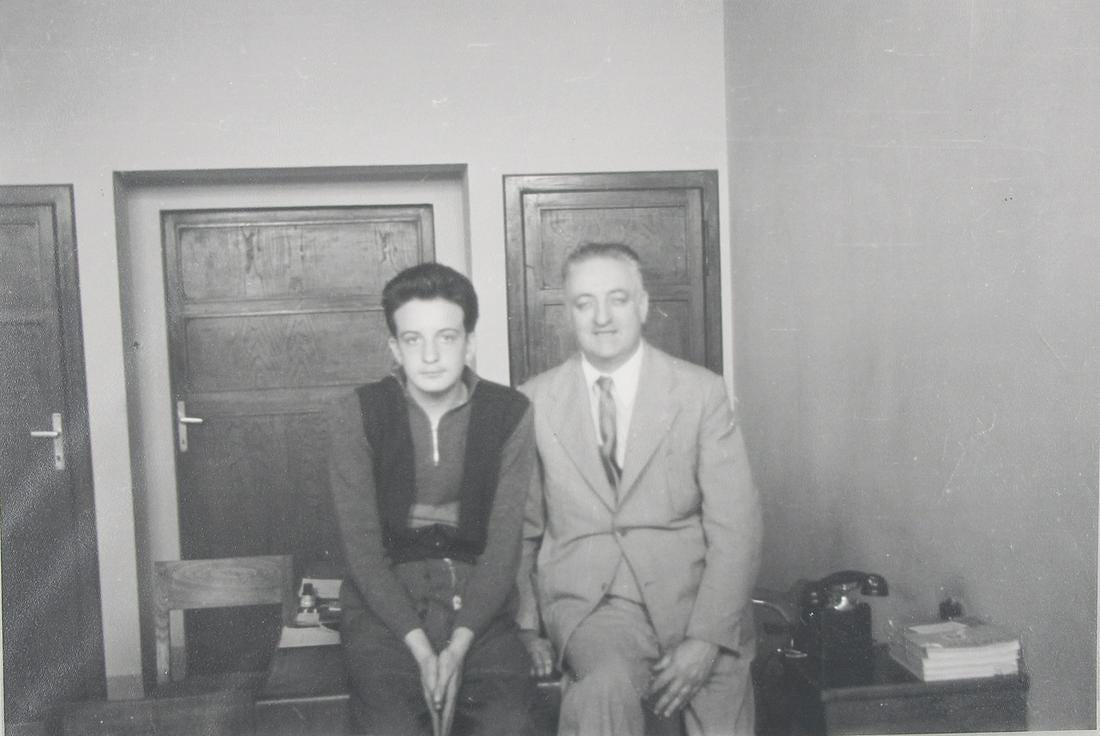
Dino och Enzo Ferrari 1947.

Alfredo “Dino” Ferrari, född 19 januari 1932 i Modena, död 30 juni 1956 i Milano, var en italiensk ingenjör. Han var äldste son till Enzo Ferrari och arbetade tillsammans med sin far i familjeföretaget fram till sin död. 
Dino Ferrari arbetade bland annat med tävlingsbilen Ferrari Monza. Tillsammans med den legendariske konstruktören Vittorio Jano drog han upp riktlinjerna för en ny V6-motor som skulle passa det nya formel 2-reglementet som infördes 1957. Dino Ferrari led av den ärftliga muskelsjukdomen Duchennes muskeldystrofi och avled 24 år gammal. Till hans minne kallades motorn och de små tävlingsvagnarna Dino.